# КБ-2 Ударник
КБ-2 Ударник је једноседа ваздухопловна једрилица, мешовите конструкције (дрво и платно). Направљена је у Југославија 1949. године а намењена је достизању рекорда у прелетима спортских једрилица.

## Пројектовање и развој
Пројект једерилице КБ-2 Ударник је освојио друго место на конкурсу за идејни пројект једрилице високе способности који је расписао Републички одбор за спортско ваздухопловство Словеније 1947. године. Пројектанти ове једрилице су били инжењери Душан Ценер и Марјан Слановец. Пројект летелице је био врло модеран и једрилица је требало да се користи за дуге летове на међународним такмичењима.
Да би се постигао овај циљ, лет једрилице мора бити што равнији, однос клизања би требало да се незнатно смањује брзином, а брзина пропадања при минималној брзини лета требала би бити минимална. Да би се постигло све ово уграђене су закрилци NACA 2б. Након дужег разматрања, за аеропрофил корена крила усвојен је NACA 23014 а за сужени врх крила NACA 23008. За добру стабилност у завојима изабрано је галебово крило са 15 m размаха крила како би се осигурала покретљивост. Дужина трупа од 7,6 m била је довољна да пружи довољну уздужну стабилност.
Израда техничке документације и прототипа у фабрици авиона 'Летов' трајала је скоро две године. Први лет обављен је на аеродрому у Љубљани 29. октобра 1949. године а пробни пилот је био Милан Боришек. Први летови су били успешни, али касније се показало да летелица није испунила сва очекивања. Иако је крило добро изабрано, због несавршености технологије израде тога времена у пракси се нису могли искористити сви потенцијали изабраног крила. Да би остварила своју максималну функцију крило је морало да буде потпуно глатко без неравнина, пукотина и лоших састава, што са тадашњом технологијом и материјалима није било могуће направити. Једноставно ова једрилица је ишла испред свога времена и због тога је изграђен само прототип ове једрилице.

### Технички опис
Једрилица КБ-2 Ударник је дрвене конструкције. Труп јој је био елипсастог облика обложен оплатом од шпера (полу монокок). На предњем делу трупа је била смештена пилотска кабина са једним удобним заваљеним седиштем и покривана поклопцем од плексигласа из три дела. Поклопац се отварао на страну а имао је окове који су омогућавали његово лако одбацивање у случају ванредне опасности. Једрилица је била опремљена најосновнијим инструментима за дневно летење, а то су: варијометар, компас, висинометар, брзиномер и показивач нагиба. Као стајни трап овој једрилици је служила скија причвршћена са два амортизера од тврде гуме а на крају скије је био фиксни гумени точак 290 X 110mm. На репу једрилице налазила се еластична дрљача.
Форма крила је била благо изломљена (галебова крила), док је облик био трапезаст са заобљеним крајевима. Самоносећа крила су постављена на горњој ивици трупа тако да је летелица била класификована као горњокрилни моноплан. Изабрани танак профил крила је захтевао рамењачу кутијастог облика несиметричног попречног пресека која је израђена од смрековог дрвета. На рамењачу су постављена класична ребра која носе облогу крила. Код КБ-2 Ударника цело крило је облепљено дрвеном лепенком која прима и део оптерећења. Због тога је она код корена крила дебљине 1,75mm, а на крају крила 1mm. Сви главни окови су направљени од дуралуминијума и спојени са дрвеним деловима вијцима и закивцима и плус залепљени. Крила су била опремљена закрилцима и веома ефикасним Хитер (Hütter) аеродинамичким кочницама. Конструкција хоризонталног и вертикалног стабилизатора као и кормила били су изведени као и крило од дрвета а облога од лепенке и делимоично од платна.

## Карактеристике
Карактеристике наведене овде се односе на једрилицу КБ-2 Ударник а према изворима
| Финеса      | 1 : 26 при брзини 76 km/h |
| Перформансе | - максимална брзина 300 km/h - минимална брзина 45 km/h - минимално пропадање 0,72 m/s при брзини 58 km/h                                                           |
| Димензије   | - размах крила 15,00m - дужина 7,60m - висина 1,73m - површина крила 15,00m2 - аеропрофил крила: NACA 23014/23008 - виткост 15 - макс. оптеречење крила; 20,00kg/m2 |
| Маса        | - сопствена 200 kg - носивост 100 kg - полетна 300 kg - водени баланс; нема                                                                                         |

## Оперативно коришћење
Једрилица КБ-2 Ударник је као прототип пријављен на нека једриличарска такмичења, у циљу поређења са осталим ривалима. На државном првенству 1950. у Руми постигао је  добре резултате, а то је прелет од 290 km. Једрилица је имала регистрацију YU-4014.
После свих испитивања и учешћа на такмичењима закључено је да једрилица КБ-2 Ударник није остварила основне захтеве из идејног пројекта, али је била веома корисна како у сфери пројектовања тако и производње. На многа питања су добијени одговори како се грешке не би понављале. Поред тога, ова једрилица је била прва код које се у нас применило систематско ипитивање.  Направљен је план и програм рада којег се пилот при испитивању морао придржавати а по завршеном лету морао је поднети писмени извештај. 
Пошто се у то време у стручним круговима много дискутовало о ламинарном крилу, труп једрилице КБ-2 Ударник је искоришћен  да се на њега постави ламинарно крило и направи нова једрилица која је добила назив КБ-9 Експериментал.

## Сачувани примерци
Није сачуван примерак ове једрилице.

## Земље које су користиле ову једрилицу
- Југославија